# Ellen Perez
Ellen Perez (ur. 10 października 1995 w Shellharbour) – australijska tenisistka.

## Kariera tenisowa
W karierze wygrała dwa turnieje singlowe oraz dziewiętnaście deblowych rangi ITF. 12 sierpnia 2019 zajmowała najwyższe miejsce w rankingu singlowym WTA Tour – 162. pozycję, natomiast 4 marca 2024 osiągnęła najwyższą lokatę w deblu – 8. miejsce.
W zawodach cyklu WTA Tour Australijka wygrała siedem turniejów w grze podwójnej z dwudziestudwóch rozegranych finałów. Triumfowała też w dwóch deblowych turniejach cyklu WTA 125.

## Historia występów wielkoszlemowych
Legenda
     W, wygrany turniej
     F, przegrana w finale
     SF, przegrana w półfinale
     QF, przegrana w ćwierćfinale
     xR, przegrana w x rundzie
     Qx, przegrana w x rundzie kwalifikacji
     A, brak startu
     NH, turniej nie odbył się

### Występy w grze pojedynczej
| Australian Open        | A   | A   | A    | A   | Q2  | Q1  | 1R  | Q1  | Q2  | Q1  | Q2  | 0 / 1 | 0 – 1 |  |  |  |  |  |  |  |  |  |  |  |  |  |  |
| French Open            | A   | A   | A    | A   | A   | A   | A   | A   | Q3  | Q1  | A   | 0 / 0 | 0 – 0 |  |  |  |  |  |  |  |  |  |  |  |  |  |  |
| Wimbledon              | A   | A   | A    | A   | A   | A   | Q1  | NH  | 1R  | Q1  | A   | 0 / 1 | 0 – 1 |  |  |  |  |  |  |  |  |  |  |  |  |  |  |
| US Open                | A   | A   | A    | 1R  | A   | A   | Q2  | A   | Q1  | A   | A   | 0 / 1 | 0 – 1 |  |  |  |  |  |  |  |  |  |  |  |  |  |  |
|                        |     |     |      |     |     |     |     |     |     |     |     |       |       |  |  |  |  |  |  |  |  |  |  |  |  |  |  |
| Ranking na koniec roku | 891 | 655 | 1199 | 632 | 343 | 181 | 241 | 234 | 193 | 363 | 500 | 0 / 3 | 0 – 3 |  |  |  |  |  |  |  |  |  |  |  |  |  |  |

### Występy w grze podwójnej
| Australian Open        | A   | A   | A   | 1R  | 1R  | 2R | 1R | 1R | 1R | 2R | 2R | 1R | 2R | 0 / 10 | 4 – 10  |  |  |  |  |  |  |  |  |  |  |  |  |
| French Open            | A   | A   | A   | A   | A   | A  | A  | 1R | 2R | 1R | SF | 3R | 1R | 0 / 6  | 6 – 5   |  |  |  |  |  |  |  |  |  |  |  |  |
| Wimbledon              | A   | A   | A   | A   | A   | Q1 | 1R | NH | 1R | QF | 1R | 2R | 3R | 0 / 6  | 6 – 6   |  |  |  |  |  |  |  |  |  |  |  |  |
| US Open                | A   | A   | A   | A   | A   | A  | 3R | 1R | 2R | SF | 2R | QF |    | 0 / 6  | 11 – 6  |  |  |  |  |  |  |  |  |  |  |  |  |
|                        |     |     |     |     |     |    |    |    |    |    |    |    |    |        |         |  |  |  |  |  |  |  |  |  |  |  |  |
| Ranking na koniec roku | 957 | 517 | 686 | 414 | 205 | 88 | 65 | 47 | 42 | 20 | 17 | 13 |    | 0 / 28 | 27 – 27 |  |  |  |  |  |  |  |  |  |  |  |  |

### Występy w grze mieszanej
| Australian Open | A | A | A | A | A | A | A | 1R | 2R | 2R | A  | 2R | QF | 0 / 5  | 5 – 5   |  |  |  |  |  |  |  |  |  |  |  |  |
| French Open     | A | A | A | A | A | A | A | NH | A  | A  | 1R | QF | 1R | 0 / 3  | 1 – 3   |  |  |  |  |  |  |  |  |  |  |  |  |
| Wimbledon       | A | A | A | A | A | A | A | NH | A  | 2R | QF | 1R | 1R | 0 / 4  | 3 – 4   |  |  |  |  |  |  |  |  |  |  |  |  |
| US Open         | A | A | A | A | A | A | A | NH | QF | 2R | QF | QF |    | 0 / 4  | 7 – 3   |  |  |  |  |  |  |  |  |  |  |  |  |
|                 |   |   |   |   |   |   |   |    |    |    |    |    |    |        |         |  |  |  |  |  |  |  |  |  |  |  |  |
|                 |   |   |   |   |   |   |   |    |    |    |    |    |    | 0 / 16 | 16 – 15 |  |  |  |  |  |  |  |  |  |  |  |  |

## Finały turniejów WTA
| Legenda                     | Legenda |
| --------------------------- | ------- |
| Wielki Szlem                |         |
| Igrzyska olimpijskie        |         |
| WTA Tour Championships      |         |
| 2009 – 2020                 |         |
| WTA Premier Mandatory       |         |
| WTA Premier 5               |         |
| WTA Premier                 |         |
| WTA International Series    |         |
| WTA 125K series (2012–2020) |         |
| od 2021                     |         |
| WTA 1000 (obowiązkowe)      |         |
| WTA 1000 (nieobowiązkowe)   |         |
| WTA 500                     |         |
| WTA 250                     |         |
| WTA 125                     |         |

### Gra podwójna 25 (8–17)
| Końcowy wynik | Nr  | Data                 | Turniej          | Nawierzchnia  | Partnerka                | Przeciwniczki                          | Wynik finału      |
| ------------- | --- | -------------------- | ---------------- | ------------- | ------------------------ | -------------------------------------- | ----------------- |
| Zwyciężczyni  | 1.  | 25 maja 2019         | Strasburg        | Ceglana       | Darja Gawriłowa          | Duan Yingying Han Xinyun               | 6:4, 6:3          |
| Finalistka    | 1.  | 16 czerwca 2019      | Nottingham       | Trawiasta     | Arina Rodionowa          | Desirae Krawczyk Giuliana Olmos        | 5:7, 6:7(5)       |
| Finalistka    | 2.  | 16 lutego 2020       | Hua Hin          | Twarda        | Barbara Haas             | Arina Rodionowa Storm Sanders          | 3:6, 3:6          |
| Finalistka    | 3.  | 13 września 2020     | Stambuł          | Ceglana       | Storm Sanders            | Alexa Guarachi Desirae Krawczyk        | 1:6, 3:6          |
| Zwyciężczyni  | 2.  | 13 marca 2021        | Guadalajara      | Twarda        | Astra Sharma             | Desirae Krawczyk Giuliana Olmos        | 6:4, 6:4          |
| Finalistka    | 4.  | 18 kwietnia 2021     | Charleston       | Ceglana       | Storm Sanders            | Hailey Baptiste Catherine McNally      | 7:6(4), 4:6, 6–10 |
| Finalistka    | 5.  | 20 czerwca 2021      | Birmingham       | Trawiasta     | Uns Dżabir               | Marie Bouzková Lucie Hradecká          | 4:6, 6:2, 8–10    |
| Zwyciężczyni  | 3.  | 24 października 2021 | Teneryfa         | Twarda        | Ulrikke Eikeri           | Ludmyła Kiczenok Marta Kostiuk         | 6:3, 6:3          |
| Zwyciężczyni  | 4.  | 11 czerwca 2022      | ’s-Hertogenbosch | Trawiasta     | Tamara Zidanšek          | Wieronika Kudiermietowa Elise Mertens  | 6:3, 5:7, 12–10   |
| Finalistka    | 6.  | 14 sierpnia 2022     | Toronto          | Twarda        | Nicole Melichar-Martinez | Coco Gauff Jessica Pegula              | 4:6, 7:6(5), 5–10 |
| Finalistka    | 7.  | 20 sierpnia 2022     | Cincinnati       | Twarda        | Nicole Melichar-Martinez | Ludmyła Kiczenok Jeļena Ostapenko      | 6:7(5), 3:6       |
| Zwyciężczyni  | 5.  | 27 sierpnia 2022     | Cleveland        | Twarda        | Nicole Melichar-Martinez | Anna Danilina Aleksandra Krunić        | 7:5, 6:3          |
| Finalistka    | 8.  | 25 września 2022     | Tokio            | Twarda        | Nicole Melichar-Martinez | Gabriela Dabrowski Giuliana Olmos      | 4:6, 4:6          |
| Finalistka    | 9.  | 5 marca 2023         | Austin           | Twarda        | Nicole Melichar-Martinez | Erin Routliffe Aldila Sutjiadi         | 4:6, 6:3, 8–10    |
| Finalistka    | 10. | 1 lipca 2023         | Eastbourne       | Trawiasta     | Nicole Melichar-Martinez | Desirae Krawczyk Demi Schuurs          | 2:6, 4:6          |
| Finalistka    | 11. | 19 sierpnia 2023     | Cincinnati       | Twarda        | Nicole Melichar-Martinez | Alycia Parks Taylor Townsend           | 7:6(1), 4:6, 6–10 |
| Finalistka    | 12. | 26 sierpnia 2023     | Cleveland        | Twarda        | Nicole Melichar-Martinez | Miyu Katō Aldila Sutjiadi              | 4:6, 7:6(4), 8–10 |
| Finalistka    | 13. | 6 listopada 2023     | Cancún           | Twarda        | Nicole Melichar-Martinez | Laura Siegemund Wiera Zwonariowa       | 4:6, 4:6          |
| Finalistka    | 14. | 4 lutego 2024        | Linz             | Twarda (hala) | Nicole Melichar-Martinez | Sara Errani Jasmine Paolini            | 5:7, 6:4, 7–10    |
| Finalistka    | 15. | 24 lutego 2024       | Dubaj            | Twarda        | Nicole Melichar-Martinez | Storm Hunter Kateřina Siniaková        | 4:6, 2:6          |
| Zwyciężczyni  | 6.  | 3 marca 2024         | San Diego        | Twarda        | Nicole Melichar-Martinez | Desirae Krawczyk Jessica Pegula        | 6:1, 6:2          |
| Zwyciężczyni  | 7.  | 29 czerwca 2024      | Bad Homburg      | Trawiasta     | Nicole Melichar-Martinez | Chan Hao-ching Wieronika Kudiermietowa | 4:6, 6:3, 10–8    |
| Finalistka    | 16. | 20 października 2024 | Ningbo           | Twarda        | Nicole Melichar-Martinez | Demi Schuurs Yuan Yue                  | 3:6, 3:6          |
| Zwyciężczyni  | 8.  | 8 lutego 2025        | Abu Zabi         | Twarda        | Jeļena Ostapenko         | Kristina Mladenovic Zhang Shuai        | 6:2, 6:1          |
| Finalistka    | 17. | 28 czerwca 2025      | Bad Homburg      | Trawiasta     | Ludmyła Kiczenok         | Hanyu Guo Aleksandra Panowa            | 6:3, 6:7(4), 5–10 |

## Finały turniejów WTA 125

### Gra podwójna 3 (3–0)
| Końcowy wynik | Nr | Data              | Turniej | Nawierzchnia | Partnerka                | Przeciwniczki                 | Wynik finału   |
| ------------- | -- | ----------------- | ------- | ------------ | ------------------------ | ----------------------------- | -------------- |
| Zwyciężczyni  | 1. | 16 listopada 2019 | Houston | Twarda       | Luisa Stefani            | Sharon Fichman Ena Shibahara  | 1:6, 6:4, 10–5 |
| Zwyciężczyni  | 2. | 7 maja 2023       | Reus    | Ceglana      | Storm Hunter             | Alexa Guarachi Erin Routliffe | 6:1, 7:6(8)    |
| Zwyciężczyni  | 3. | 4 maja 2024       | Lleida  | Ceglana      | Nicole Melichar-Martinez | Katarzyna Piter Majar Szarif  | 7:5, 6:2       |

## Występy w Turnieju Mistrzyń

### W grze podwójnej
| Rok  | Rezultat              | Partnerka                | Przeciwniczki                     | Wynik         |
| 2022 | Zawodniczki rezerwowe | Nicole Melichar-Martinez | nie wystąpiły                     | nie wystąpiły |
| 2023 | Finał                 | Nicole Melichar-Martinez | Laura Siegemund Wiera Zwonariowa  | 4:6, 4:6      |
| 2024 | Półfinał              | Nicole Melichar-Martinez | Gabriela Dabrowski Erin Routliffe | 6:7(7), 1:6   |

## Finały turniejów ITF
| turnieje z pulą nagród 100 000 $ (W100) |
| turnieje z pulą nagród 80 000 $ (W80)   |
| turnieje z pulą nagród 60 000 $ (W75)   |
| turnieje z pulą nagród 40 000 $ (W50)   |
| turnieje z pulą nagród 25 000 $ (W35)   |
| turnieje z pulą nagród 15 000 $ (W15)   |
| turnieje z pulą nagród 10 000 $         |

### Gra pojedyncza 11 (2–9)
| Rezultat     |    | Data       | Turniej  | ($)    | Naw.    | Przeciwniczka        | Wynik            |
| Zwyciężczyni | 1. | 10/07/2016 | Bruksela | 10 000 | Ceglana | Kimberley Zimmermann | 6:2, 6:3         |
| Zwyciężczyni | 2. | 28/07/2019 | Ashland  | 60 000 | Twarda  | Zoe Hives            | 7:6(6), 0:6, 6:3 |

### Gra pojedyncza 29 (19–10)
| Rezultat     |     | Data       | Turniej                 | ($)     | Naw.      | Partnerka          | Przeciwniczki                         | Wynik                  |
| Zwyciężczyni | 1.  | 13/12/2013 | Hongkong                | 15 000  | Twarda    | Abbie Myers        | Chuang Chia-jung Lee Ya-hsuan         | 4:6, 6:3, 10–8         |
| Finalistka   | 1.  | 05/04/2014 | Glen Iris               | 10 000  | Ceglana   | Tammi Patterson    | Jessica Moore Aleksandrina Najdenowa  | 4:6, 2:6               |
| Finalistka   | 2.  | 06/06/2015 | Bethany Beach           | 10 000  | Ceglana   | Belinda Woolcock   | Sophie Chang Andie Daniell            | 4:6, 1:6               |
| Finalistka   | 3.  | 13/06/2015 | Charlotte               | 10 000  | Ceglana   | Lauren Herring     | Maria Fernanda Alves Renata Zarazúa   | 4:6, 7:6(6), 8–10      |
| Zwyciężczyni | 2.  | 25/06/2016 | Baton Rouge             | 25 000  | Twarda    | Lauren Herring     | Jamie Loeb Ingrid Neel                | 6:3, 6:3               |
| Zwyciężczyni | 3.  | 08/07/2016 | Bruksela                | 10 000  | Ceglana   | Carolina Alves     | Karin Kennel Hélène Scholsen          | 6:2, 6:3               |
| Zwyciężczyni | 4.  | 21/07/2016 | Saint-Gervais-les-Bains | 10 000  | Ceglana   | Abbie Myers        | Fatima an-Nabhani Estelle Cascino     | 7:6(5), 6:2            |
| Zwyciężczyni | 5.  | 29/07/2016 | Maaseik                 | 10 000  | Ceglana   | Sally Peers        | Deborah Kerfs Chiara Scholl           | 6:2, 6:2               |
| Finalistka   | 4.  | 17/06/2017 | Sumter                  | 25 000  | Twarda    | Luisa Stefani      | Kaitlyn Christian Giuliana Olmos      | 2:6, 6:3, 7–10         |
| Zwyciężczyni | 6.  | 24/06/2017 | Baton Rouge             | 25 000  | Twarda    | Luisa Stefani      | Francesca Di Lorenzo Julia Elbaba     | 6:3, 6:4               |
| Finalistka   | 5.  | 02/07/2017 | Auburn                  | 25 000  | Twarda    | Luisa Stefani      | Emina Bektas Alexa Guarachi           | 6:4, 4:6, 5–10         |
| Zwyciężczyni | 7.  | 29/07/2017 | Granby                  | 60 000  | Twarda    | Carol Zhao         | Alexa Guarachi Olivia Tjandramulia    | 6:2, 6:2               |
| Zwyciężczyni | 8.  | 05/08/2017 | Fort Worth              | 25 000  | Twarda    | Giuliana Olmos     | Miharu Imanishi Ayaka Okuno           | 6:4, 6:3               |
| Finalistka   | 6.  | 04/11/2017 | Canberra                | 60 000  | Twarda    | Jessica Moore      | Asia Muhammad Arina Rodionowa         | 4:6, 4:6               |
| Zwyciężczyni | 9.  | 09/02/2018 | Launceston              | 25 000  | Twarda    | Jessica Moore      | Laura Robson Walerija Sawinych        | 7:6(5), 6:4            |
| Zwyciężczyni | 10. | 16/02/2018 | Perth                   | 25 000  | Twarda    | Jessica Moore      | Olivia Tjandramulia Belinda Woolcock  | 6:7(6), 6:1, 7–9 krecz |
| Finalistka   | 7.  | 25/05/2018 | Caserta                 | 25 000  | Ceglana   | Jaimee Fourlis     | Chen Pei-hsuan Wu Fang-hsien          | 6:7(6), 3:6            |
| Zwyciężczyni | 11. | 08/06/2018 | Surbiton                | 100 000 | Trawiasta | Jessica Moore      | Arina Rodionowa Yanina Wickmayer      | 4:6, 7:5, 10–3         |
| Finalistka   | 8.  | 21/07/2018 | Berkeley                | 60 000  | Twarda    | Sabrina Santamaria | Nicole Gibbs Asia Muhammad            | 4:6, 1:6               |
| Zwyciężczyni | 12. | 28/07/2018 | Granby                  | 60 000  | Twarda    | Arina Rodionowa    | Erika Sema Aiko Yoshitomi             | 7:5, 6:4               |
| Zwyciężczyni | 13. | 12/08/2018 | Landisville             | 60 000  | Twarda    | Arina Rodionowa    | Chen Pei-hsuan Wu Fang-hsien          | 6:0, 6:2               |
| Zwyciężczyni | 14. | 27/10/2018 | Bendigo                 | 60 000  | Twarda    | Arina Rodionowa    | Eri Hozumi Risa Ozaki                 | 7:5, 6:1               |
| Zwyciężczyni | 15. | 03/11/2018 | Canberra                | 60 000  | Twarda    | Arina Rodionowa    | Destanee Aiava Naiktha Bains          | 6:7(5), 6:3, 10–7      |
| Zwyciężczyni | 16. | 26/01/2019 | Burnie                  | 60 000  | Twarda    | Arina Rodionowa    | Irina Chromaczowa Maryna Zanewśka     | 6:4, 6:3               |
| Finalistka   | 9.  | 24/03/2019 | Canberra                | 25 000  | Ceglana   | Destanee Aiava     | Naiktha Bains Tereza Mihalíková       | 6:4, 2:6, 4–10         |
| Finalistka   | 10. | 23/06/2019 | Ilkley                  | 100 000 | Trawiasta | Arina Rodionowa    | Beatriz Haddad Maia Luisa Stefani     | 4:6, 7:6(5), 4–10      |
| Zwyciężczyni | 17. | 31/01/2020 | Burnie                  | 60 000  | Twarda    | Storm Sanders      | Desirae Krawczyk Asia Muhammad        | 6:3, 6:2               |
| Zwyciężczyni | 18. | 06/03/2022 | Bendigo                 | 25 000  | Twarda    | Jaimee Fourlis     | Gabriella Da Silva-Fick Alana Parnaby | 6:1, 6:1               |
| Zwyciężczyni | 19. | 14/05/2023 | Castell-Platja d’Aro    | 25 000  | Ceglana   | Ashley Lahey       | Francisca Jorge Matilde Jorge         | 6:3, 3:6, 12–10        |

## Występy w igrzyskach olimpijskich

### Gra podwójna
| Runda                                                                      | Partnerka       | Przeciwniczki                                      | Wynik          |
| -------------------------------------------------------------------------- | --------------- | -------------------------------------------------- | -------------- |
|                                                                            |                 |                                                    |                |
| Letnie Igrzyska Olimpijskie w Tokio 2020, reprezentując państwo Australia  |                 |                                                    |                |
| I runda                                                                    | Samantha Stosur | Łotwa: Jeļena Ostapenko / Anastasija Sevastova     | 4:6, 6:1, 10–5 |
| II runda                                                                   | Samantha Stosur | Rumunia: Monica Niculescu / Raluca Olaru           | 7:6(3), 7:5    |
| Ćwierćfinał                                                                | Samantha Stosur | Szwajcaria: Belinda Bencic / Viktorija Golubic     | 4:6, 4:6       |
|                                                                            |                 |                                                    |                |
| Letnie Igrzyska Olimpijskie w Paryżu 2024, reprezentując państwo Australia |                 |                                                    |                |
| I runda                                                                    | Daria Saville   | Stany Zjednoczone: Coco Gauff / Jessica Pegula [1] | 3:6, 1:6       |

### Gra mieszana
| Runda                                                                      | Partner           | Przeciwnicy                                        | Wynik                |
| -------------------------------------------------------------------------- | ----------------- | -------------------------------------------------- | -------------------- |
|                                                                            |                   |                                                    |                      |
| Letnie Igrzyska Olimpijskie w Paryżu 2024, reprezentując państwo Australia |                   |                                                    |                      |
| I runda                                                                    | Matthew Ebden [2] | Hiszpania: Sara Sorribes Tormo / Marcel Granollers | 6:3, 6:4             |
| Ćwierćfinał                                                                | Matthew Ebden [2] | Chiny: Wang Xinyu / Zhang Zhizhen [Alt]            | 7:6(8), 6:7(8), 5–10 |